# Langshan
Langshan är en ort i Kina. Den ligger i provinsen Hunan, i den södra delen av landet, omkring 290 kilometer sydväst om provinshuvudstaden Changsha. Antalet invånare är 980.
Runt Langshan är det ganska tätbefolkat, med 134 invånare per kvadratkilometer. Närmaste större samhälle är Baisha, 19,5 km nordost om Langshan. I omgivningarna runt Langshan växer i huvudsak blandskog.
Genomsnittlig årsnederbörd är 1 833 millimeter. Den regnigaste månaden är maj, med i genomsnitt 273 mm nederbörd, och den torraste är oktober, med 56 mm nederbörd.